# Bridgmanite
A bridgmanite ou Magnesium Silicate Perovskite - grafia inglesa ; sendo o  nome em português igual, ou bridgmanita, ou MgSiO3 é um tipo de mineral abundante no manto terrestre. 
Segundo o arquiteto e pesquisador Fernando Butinholle, membro da Planetary Society e ex-membro do I.G.C.E - instituto de geociências e ciências exatas da Universidade de São Paulo, a descoberta recente deste mineral se deve à análise metalográfica e espectral de um meteorito de idade estimada em 4,5 bilhões de anos , nomeado de ''Meteorito Tenham'' , caído na Austrália em 1879 , cuja presença de amostras de bridgmanita foi encontrada na estrutura física e mineral do meteorito. A bridgmanita não se encontra disponível na superfície do planeta Terra e seu nome é uma homenagem ao ganhador do prêmio Nobel da Física de 1946, um físico norte-americano chamado Percy Bridgman , considerado o pai dos experimentos de alta pressão, que permitem sintetizar diamantes e outros minerais que não ocorrem naturalmente na Terra.
A bridgmanite é teórica e provavelmente o mineral mais abundante da Terra, porém está presente apenas no manto terrestre inferior e portanto não é acessível às pesquisas científicas por este meio, pela atual impossibilidade de colher amostras reais do manto terrestre. Segundo o pesquisador Fernando Butinholle,  para batizar este novo mineral, a Associação Mineralógica Internacional exigiu uma amostra para provar que ele realmente existe, supondo-se que a bridgmanita era um mineral que se acreditava existir apenas no manto terrestre, que é uma camada viscosa entre a crosta e o núcleo do planeta. Portanto, devido a estas altas temperaturas e pressões do manto terrestre, este mineral até então previsto apenas teoricamente justamente por ser extremamente raro na superfície da Terra, havia frustrado todas as tentativas de encontrar uma amostra de origem natural pelos geólogos, que nunca a encontravam na Terra.

## Amostra de origem espacial - MeteoritoTenham
Em 2014 a ciência conseguiu finalmente apurar uma amostra de bridgmanita que foi considerada natural, porém que não veio do manto terrestre e sim identificada no meteorito Tenham , caído na Austrália em 1879 e a proeza da identificação do mineral foi atribuída a Oliver Tschauner e seus colegas do Instituto de Tecnologia da Califórnia, pois nem sequer ainda atingimos a crosta terrestre em perfurações mais profundas , de forma que não há previsão de quando será possível capturar uma amostra real do manto terrestre.
Ocorre que durante a reentrada na atmosfera terrestre, o meteorito australiano Tenham foi submetido a temperaturas de 2000° C e pressões de 24 gigapascal, suficientes para reproduzir as condições das profundezas do manto terrestre e assim permitir a formação natural da bridgmanita  neste meteorito. 
Ainda segundo Fernando Butinholle , pressões e temperaturas desta ordem , ainda não são possíveis de se reproduzir em laboratórios aqui na Terra , embora já tenha sido sintetizado outros materiais como o diamante, a partir do carbono que é o átomo do qual é constituído inclusive o grafite, o carvão comum, além dos diamantes.
Fernando Butinholle , pela Planetary Society  , relata ainda que outros minerais naturais tais como a [olivina]], que tem uma aparência cristalina ou vítrea e que às vezes é de cor amarelada ou verde sempre translúcida  , também são muito comuns em meteoritos associados ao metal níquel, assim como presentes no manto da Terra a olivina ; porém a Bridgmanita é mais rara e ainda não havia sido encontrada amostras reais para provar sua existência teórica , o que agora é científico devido a esta amostra identificada neste meteorito.[carece de fontes?]
Demais pesquisadores, de diversas universidades de todo omundo , querem agora estudar intensamente estas pequenas amostras de bridgmanita, a fim de verificar  quais outros elementos da tabela periódica podem se misturar em sua estrutura atômica , que é  conhecida como perovskita  e assim obter mais informações científicas sobre a composição e o comportamento do manto terrestre e uma vez que o manto terrestre  tem aproximadamente 3.000 km de espessura e representa 38% do volume da Terra, a Bridgmanita tornou-se o mineral mais comum na Terra - ainda que a única amostra que temos dela veio do espaço sideral.[carece de fontes?]